# Bălănești (Gorj)
Bălănești es una comuna ubicada en el distrito de Gorj, Rumania.

## Superficie
Cuenta con una superficie de 62,81 kilómetros cuadrados.

## Demografía
Hasta 2021 la población era de 2209 habitantes, con una densidad de población de 35,17 habitantes por kilómetro cuadrado.